# Khàrkovski 2-i
Khàrkovski 2-i (en rus: Харьковский 2-й) és un poble (una khútor) de l'óblast de Rostov, a Rússia, segons el cens rus del 2010 tenia 138 habitants. Pertany al districte de Proletarsk.